# Ligue des patriotes
Pour les articles homonymes, voir Ligue.
Ne doit pas être confondu avec Ligue de la patrie française.
La Ligue des patriotes est fondée le 18 mai 1882 par Paul Déroulède. Elle est l'un des mouvements pionniers du nationalisme français.
Composée au départ de républicains modérés (comme Victor Hugo), la ligue, après de nombreuses scissions, soutient le général Boulanger. Dissoute en mars 1889, la ligue renaît en 1897 avant que n'éclate l'affaire Dreyfus. Elle reconquiert Paris dans le camp des antidreyfusards mais demeure néanmoins affaiblie. Elle se tourne donc vers le revanchisme et le nationalisme. Elle évolue rapidement vers une organisation antisémite, germanophobe et hostile au parlementarisme.
Elle est un mouvement pionnier dans l'histoire des ligues en France. Elle s'est épanouie dans les moments de crise économique et politique face auxquels le régime parlementaire semblait impuissant. Au vu de l'incapacité des gouvernements à maîtriser ces crises, une partie de l'opinion publique se tourne vers des organisations capables de mobiliser sur des mots d'ordre limités mais radicalement contestataires du pouvoir en place. Néanmoins, le décalage entre l'origine et l'évolution de la ligue, notamment dans l'aventure boulangiste, a affaibli considérablement le mouvement à plusieurs reprises. Les poursuites engagées contre la ligue et la consolidation de la République placent ce mouvement en somnolence.

## Naissance de la ligue

### Naissance de la ligue due au traumatisme de la guerre

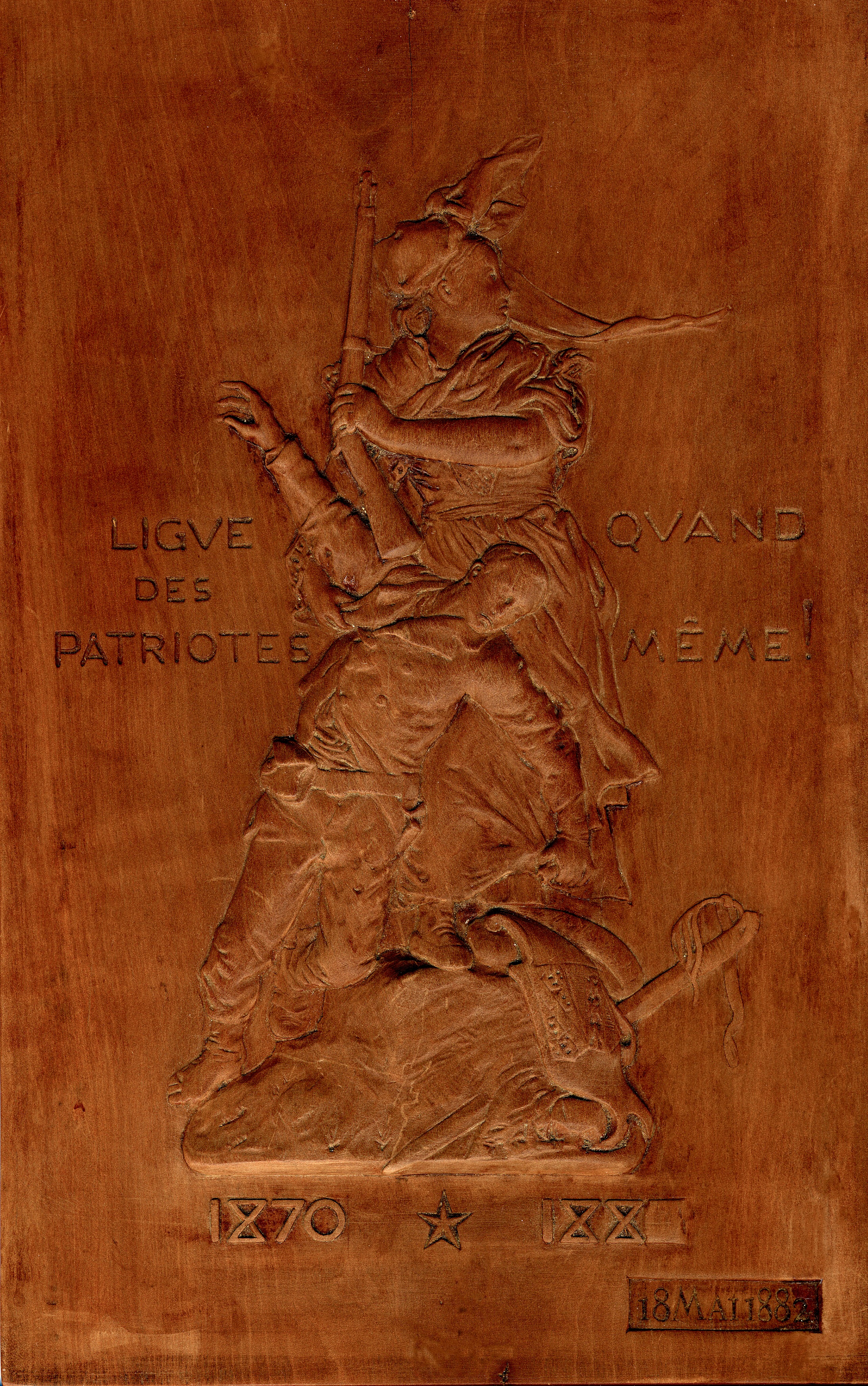
Antonin Mercié (1845-1916)
Ligue des patriotes, 1883. Le groupe patriotique Quand même !
érigé à Belfort et Paris.

La Ligue des patriotes est un mouvement pionnier et constitue la première ligue de l'époque contemporaine.
Elle naît du traumatisme de la défaite de 1870-1871 et de la perte de l'Alsace et de la Lorraine. Durant le ministère de Gambetta (de novembre 1881 à janvier 1882), l'idée de la fondation de la ligue prend corps. Déroulède entreprend une vaste opération de sauvetage afin « d'extirper les racines de la défaite et de la décadence ».
Ainsi, le ministre de l'Instruction publique Paul Bert crée une commission d'éducation militaire pour promouvoir les valeurs patriotiques et militaires dès l'école primaire. À la tête de cette commission il place trois personnages de la mouvance gambettiste : Félix Faure, Henri Martin, Paul Déroulède.
La commission disparaît rapidement mais ces trois personnes créent une association dans les mêmes buts que la commission.
La ligue est ainsi fondée le 18 mai 1882, avec Henri Martin pour président et Paul Déroulède comme délégué général. Elle dispose dès ses débuts d'un hebdomadaire, Le Drapeau, de Louis-Robert d'Hurcourt, dans lequel elle expose son idéologie. Victor Hugo, n'hésite pas à donner au Drapeau du 3 mars 1883 un poème patriotique. Elle compte parmi ses militants, des hommes comme Berthelot, Félix Faure, Alfred Mézières, Ferdinand Buisson et Gambetta.

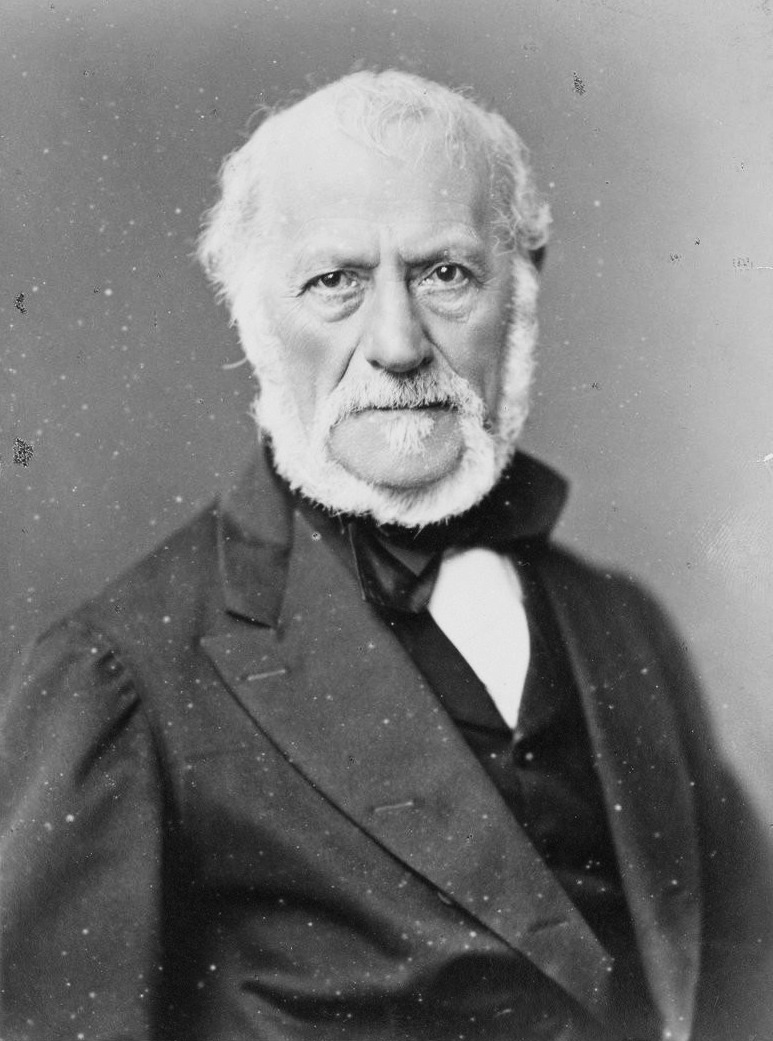
Henri Martin.
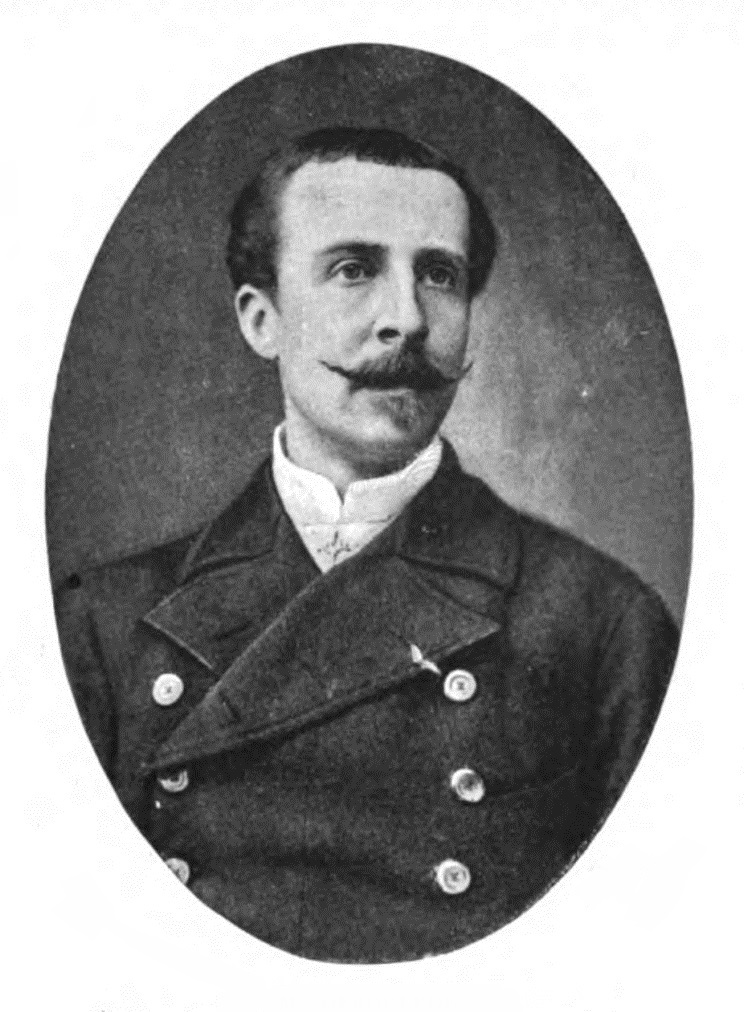
Paul Déroulède.
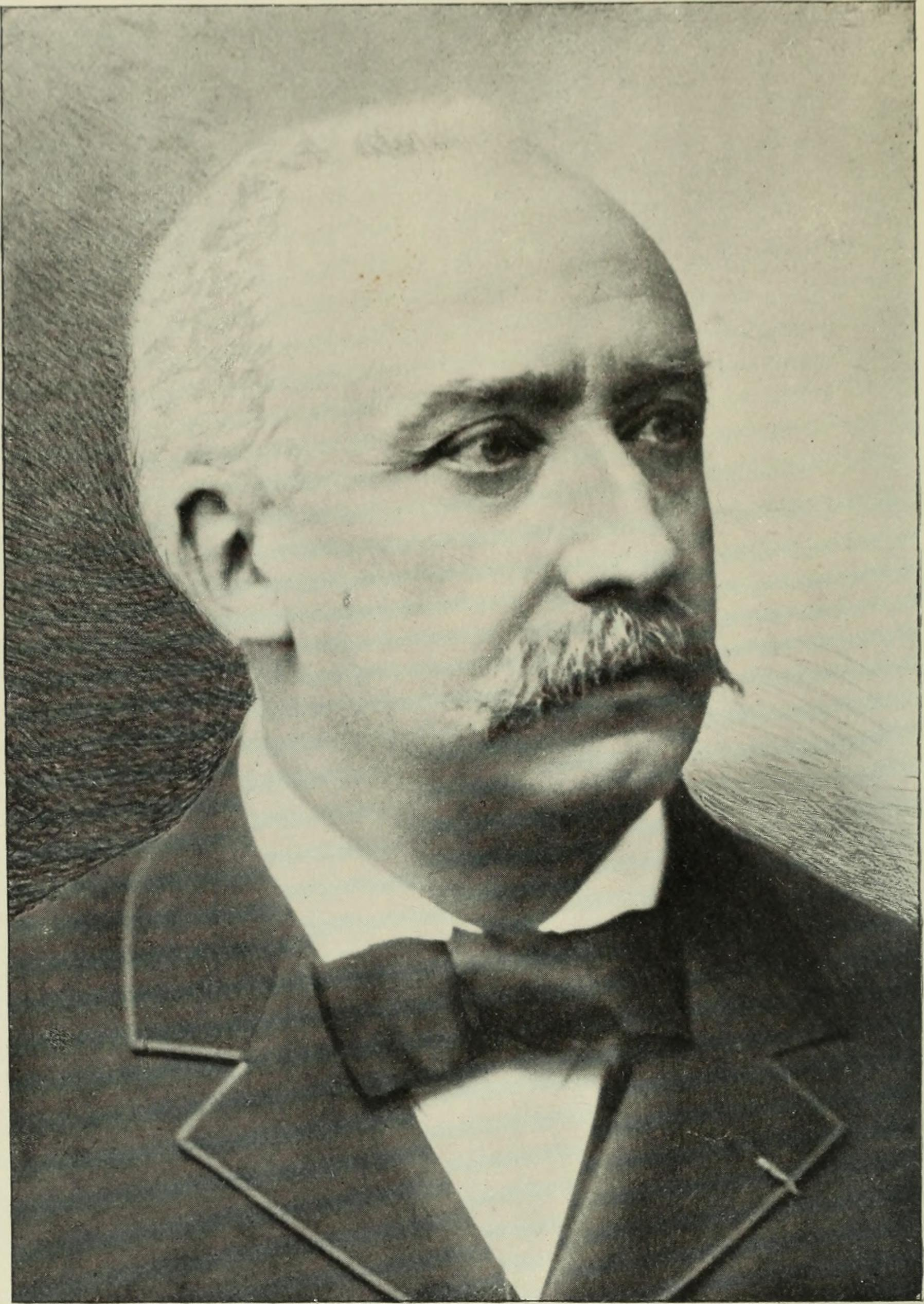
Félix Faure.

### Succès de la ligue et encadrement de la jeunesse

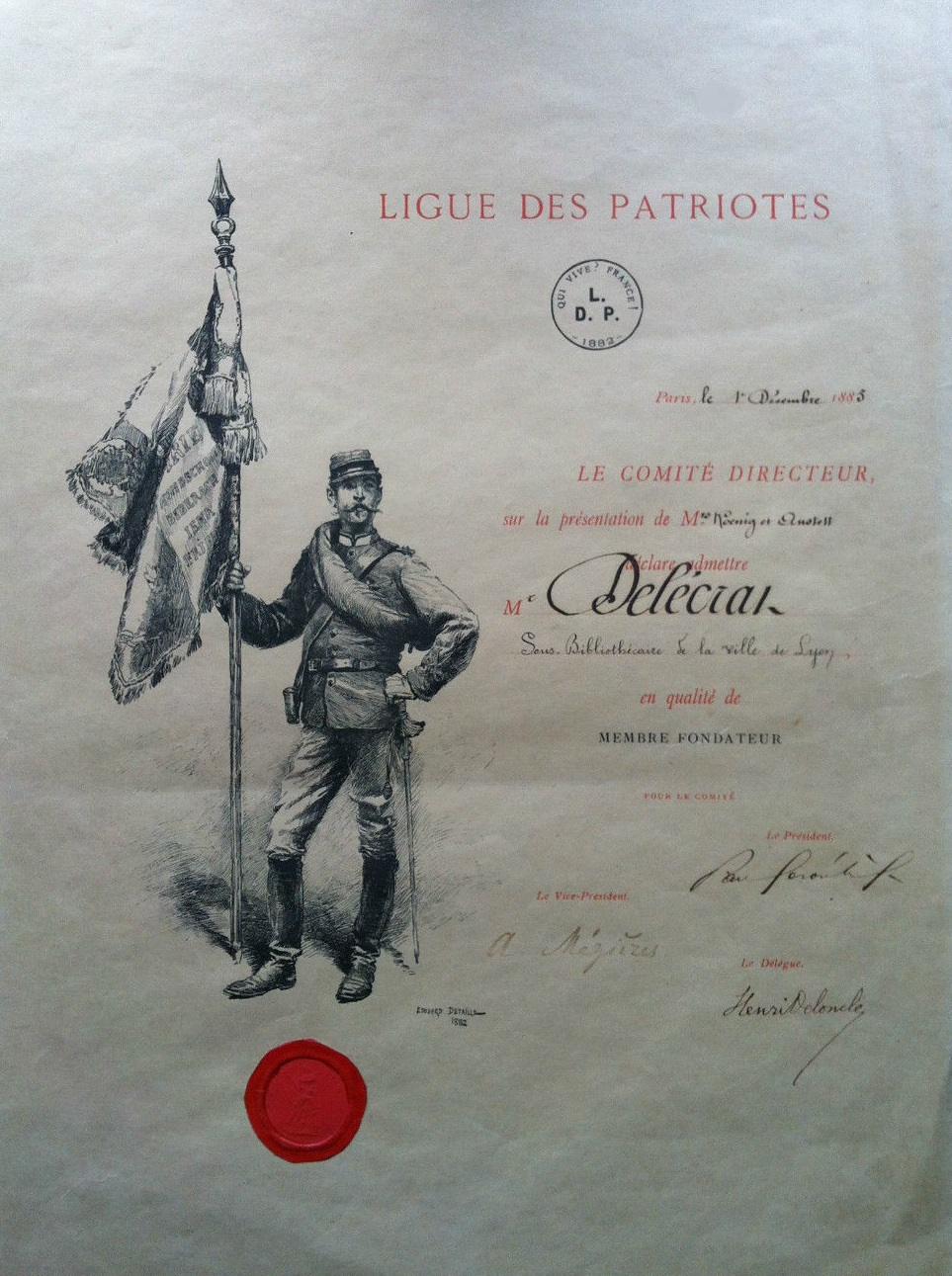
Déclaration d'admission d'un membre fondateur à la Ligue des patriotes en 1885.
Le peintre Édouard Detaille signe le logotype qui figure un soldat tenant le drapeau français.

La ligue connaît très vite un succès foudroyant et regroupe en quelques semaines des centaines de milliers d'adhérents, majoritairement républicains.
Le talent d'orateur de Paul Déroulède et le culte de sa personne constituent le principal atout de la propagande menée par la Ligue des patriotes. Des milliers de portraits et biographies de Déroulède sont distribués à Paris et en province, des jouets représentant le président de la Ligue des patriotes donnant un coup de pied au président de la République sont fabriqués en très grand nombre et la première édition de la chanson C'est Déroulède qu'il nous faut dépasse les 20 000 exemplaires.
L'image patriotique de la ligue fait qu'elle regroupe également d'innombrables sociétés gymniques et sociétés de tirs créées après la défaite, dans le but à demi avoué de donner une formation paramilitaire aux Français.
L'œuvre des sociétés de gymnastique qui forment l'ossature de la Ligue des patriotes trouve un ardent défenseur en Jules Ferry qui, en 1882, fait distribuer dans les écoles 20 000 exemplaires des Chants du soldat,,. Grâce à ces sociétés, la ligue encadre rapidement la jeunesse. Dès sa fondation, on peut voir qu'elle a une fonction majeure : mobiliser et encadrer la jeunesse, inculquer l'esprit civique et l'amour de la patrie aux enfants des écoles. Ces idées sont également reprises dès 1882 par la création officielle dans les écoles publiques volontaires des bataillons scolaires.
Le système d'éducation préconisé par Déroulède repose sur deux piliers. Tout d'abord, il faut imprégner les enfants d'une nouvelle religion, c'est-à-dire celle de la patrie et ensuite, de développer fortement la culture de l'esprit militaire à l'école puis, par extension, de la société. En fait, Déroulède exige que les enfants des écoles soient élevés non seulement dans le culte de la patrie et de l'armée, mais aussi dans celui de l'autorité et de l'unité en tant que principes directeurs de l'organisation sociale.

## Scissions au sein de la ligue

### Mutation de l'idéologie de Déroulède
Déroulède, républicain d'origine, est engagé volontaire pendant la guerre dès 1870. Blessé, prisonnier puis évadé, il choisit en 1871 le camp de Thiers contre celui de la Commune et participe à la répression de cette dernière.
Par patriotisme, il suit ensuite Gambetta et pour appliquer ses idées il se consacre corps et âme à la fondation et au développement de la Ligue des patriotes.
Après la mort de Gambetta en 1882, il affirme demeurer fidèle aux idées de ce dernier avec l'évolution qui conduit la ligue à devenir la principale menace pour la République parlementaire.
Dans cette évolution, il est influencé par certains auteurs comme Ernest Renan ou Hippolyte Taine. Ainsi, il puise l'idée que la défaite s'explique par la longue décadence que la démocratie aurait instituée depuis la Révolution française dans des livres tels que La Réforme intellectuelle et morale de Renan ou encore Les Origines de la France contemporaine de Taine.
Il trouve des boucs émissaires pour expliquer la défaite comme la philosophie, les droits naturels de l'individu, le matérialisme, le principe d'égalité ou encore le libéralisme.
Dans le même temps, il prône un nationalisme fort qui donnerait à la nation les moyens de la puissance qui lui permettraient de faire prévaloir ses intérêts sur les autres nations.
L'idéologie de Déroulède est claire : pour reconquérir les territoires perdus, pour préparer la revanche contre la Prusse, il faut sortir la France de la décadence et créer une nouvelle France. Cette dernière doit mettre en place une société disciplinée, régie par un pouvoir autoritaire et organisée sur le modèle militaire (avec le respect de la hiérarchie et le culte du sacrifice).

### Mutation de la ligue de 1885 à 1888
Avec cette mutation de l'idéologie de Déroulède, un fossé se creuse entre les adhérents d'origine (républicains parlementaires) et les partisans de Déroulède (hostiles à la République parlementaire). Ainsi la mutation idéologique du délégué général entraîne une mutation de la ligue dans les années 1885-1888. Durant ces années, elle évolue vers une organisation luttant contre la République parlementaire et des conflits éclatent en son sein.
En mars 1885, un conflit entre Déroulède et Anatole de La Forge, président de la ligue et républicain modéré, éclate. Le 7 mars 1885, La Forge démissionne en résumant leur conflit en ces mots : « Vous êtes un patriote autoritaire, je suis un patriote libéral ». En octobre 1885, Déroulède affirme qu'il est contre le libéralisme en faisant allusion aux faiblesses du régime parlementaire, à ses crises d'autorité, à ses incohérences.
En cette fin de siècle, sous le poids des conditions économiques nouvelles qui instaurent une âpre concurrence sur le marché mondial, sous le poids de la compétition et des intérêts divergents des grandes puissances européennes, du fait aussi que c'est par le feu et par le sang que se forge l'unité italienne et allemande, à cause des réactions au socialisme, le nationalisme acquiert un contenu nouveau. À la veille de la crise boulangiste, ce processus aboutit à la condamnation, au nom du sentiment national, de l'ensemble du système de pensée sur lequel repose la République.
À la suite de cette mutation, Déroulède est dès 1886 à la recherche d'un homme providentiel, qui saurait créer un régime fort et rassembler la nation autour de lui. Il croit le trouver en la personne du général Boulanger, qui commence cette année-là sa carrière politique.

## Aventure boulangiste

### Boulangisme et mutation de l'idéologie de la ligue

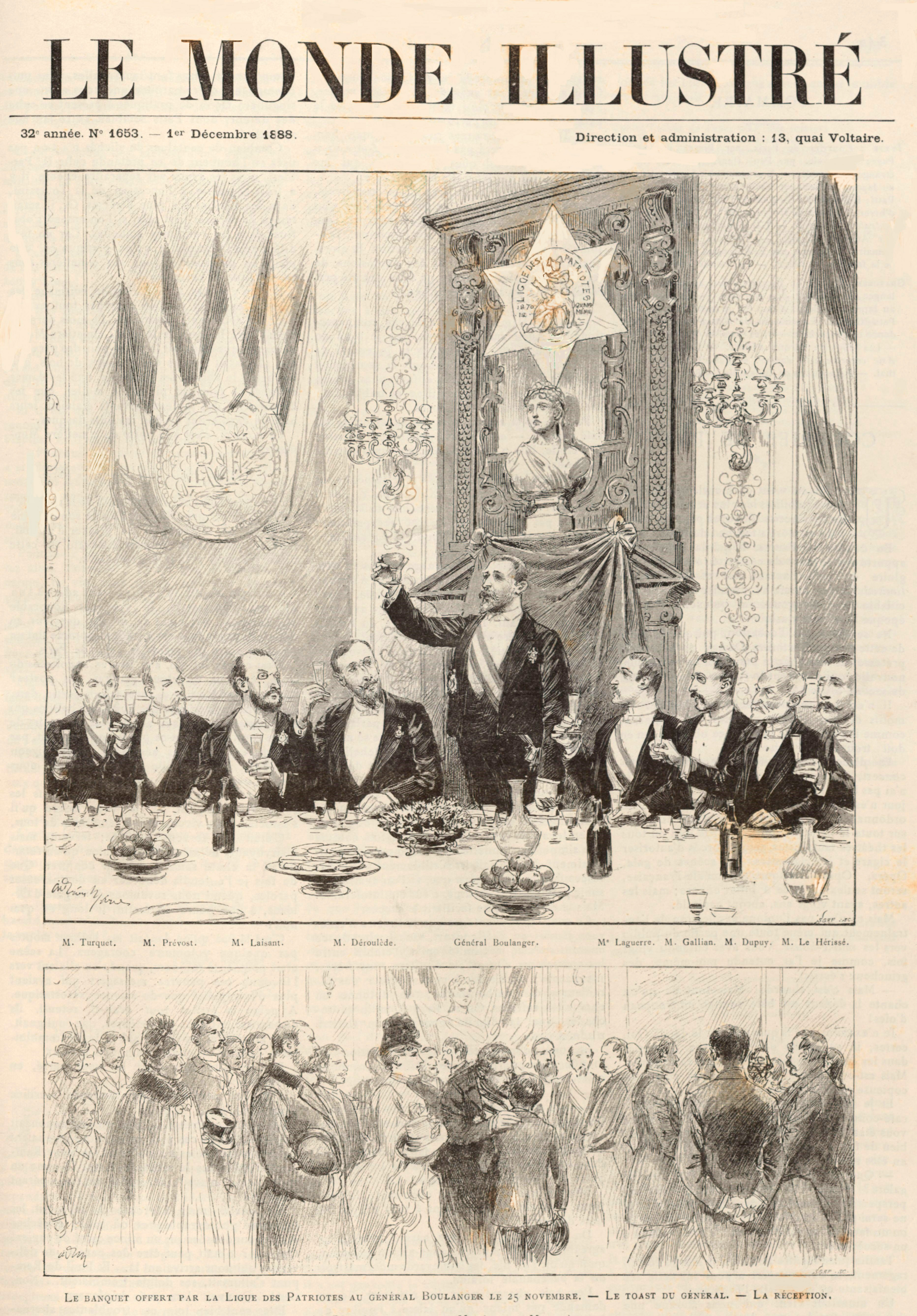
Le général Boulanger porte un toast lors d'un banquet offert par la Ligue des patriotes (Le Monde illustré, décembre 1888).

Alors que la ligue est à son apogée en 1886, le reflux commence presque immédiatement, Paul Déroulède se lance dans l'aventure boulangiste où la ligue prend les caractères qu'elle conserve dans les mémoires et qui en font le prototype des ligues antirépublicaines. Devenu président de la ligue, Paul Déroulède affine ses idées : il oppose désormais la République parlementaire aux origines aristocratiques à un régime fondé sur l'appel direct du peuple. Lorsqu'il est accusé d'hostilité à la République, il répond que « vouloir arracher la République au joug des parlementaires, ce n'est pas vouloir la renverser. »
Ainsi Déroulède fixe-t-il de nouveaux objectifs institutionnels à la ligue : il souhaite instaurer une République plébiscitaire dont le chef sera élu au suffrage universel et dont les ministres, recrutés en dehors du parlement, ne seront responsables que devant le chef de l'État. Au parlementarisme, la ligue oppose donc la démocratie directe[réf. nécessaire] et introduit un nouveau point à son idéologie : la démocratie sociale. Elle dénonce les injustices dans la répartition des richesses, accuse la République parlementaire d'avoir favorisé la domination des riches sur la société et réclame d'importantes réformes économiques. Cette évolution tient à la crise profonde que traverse la République dans les années 1880 et qui pousse la ligue à tenter de trouver une clientèle dans les multiples catégories des mécontents créées par les difficultés du moment.
La France connaît en effet une triple crise à cette époque : crise économique, institutionnelle et morale.
- La crise économique est due à la grande dépression que connaît le monde depuis 1873 et qui installe un climat de méfiance généralisée en France. Le chômage exaspère les populations paysannes et ouvrières qui sont sensibles au discours social du nationalisme.
- La crise institutionnelle est due aux élections de 1885 qui instaurent une chambre ingouvernable avec trois tiers égaux : les conservateurs, les républicains modérés et les républicains radicaux sont ainsi obligés de s'unir pour sauver le régime mais n'arrivent pas à gouverner et la paralysie s'installe.
- La crise morale vient, elle, de la démission du président Jules Grévy, dont le gendre est impliqué dans l'affaire des décorations.

Face à cette crise généralisée, le général Boulanger et la ligue soutiennent qu'ils proposent un régime intègre, efficace, décidé à redresser le pays.

### Scission et nouveaux objectifs de la ligue

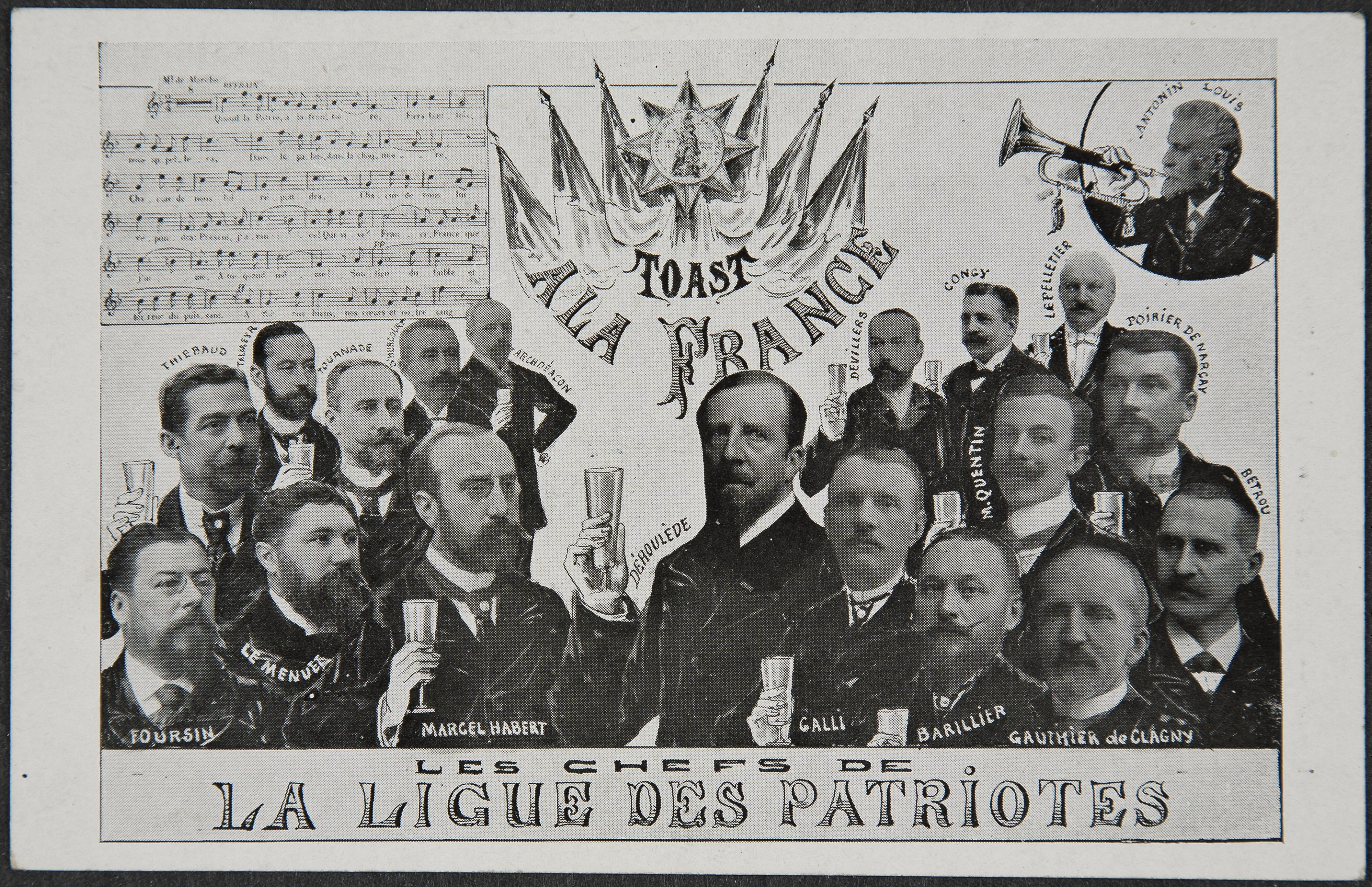
photomontage représentant les chefs de la Ligue des patriotes.

Déroulède démissionne de la présidence en avril 1887 en raison d'une sorte de dépression face à la mort de sa sœur, aux échecs politiques et au reflux de l'influence de la ligue. Il reste cependant président d'honneur de la ligue.
Le choix du boulangisme de Déroulède en juin provoque une grave crise au sein de la ligue dont le visage se transforme encore. En effet, la lutte entre républicains parlementaires et plébiscitaires se renforce et Déroulède est mis en minorité au comité directeur à deux reprises fin 1887 et au printemps 1888.
Dès juin 1887, commence une lutte entre les éléments libéraux et le groupe Déroulède, revenu en politique en mai. Très vite, cette lutte devient un affrontement ouvert. Déroulède parvient à utiliser la ligue qui s'engage dans des actions en faveur du boulangisme.
Le 27 juin, la ligue tient un rassemblement politique au Cirque d'Hiver : Déroulède y fait acclamer le nom de Boulanger, qu'il intronise héritier de Gambetta. Le 8 juillet 1887, les membres de la ligue encadrent une manifestation à la gare de Lyon. Cette manifestation s'efforce d'empêcher le départ du général Boulanger pour Clermont-Ferrand où le gouvernement l'a muté. Ces actions provoquent une révolte des ligues locales, surtout en province, alors que la ligue compte probablement 85 000 adhérents individuels, environ 15 000 personnes quittent l'organisation, dont 10 000 pour le comité lyonnais. Sur les 41 comités qui existent, 16 disparaissent dans l'année, remplacée par 20 autres de plus petites tailles et aucun dans les grandes villes. Déroulède obtient pourtant le soutien du comité directeur, contenant les démissions.
Déroulède souhaite apporter au boulangisme non seulement ses effectifs, mais aussi sa discipline et son sens de la hiérarchie. Déroulède souhaite utiliser l'infrastructure de la Ligue des patriotes, ses comités et son réseau de militants pour soutenir Boulanger, non pas pour sa personne, mais pour renforcer l'exécutif. Faire de la Ligue des patriotes un instrument de combat boulangiste n'est pas facile, d'autant plus que la majorité des membres du comité directeur, ainsi que la majorité des militants importants, s'y oppose énergiquement, mais que les boulangistes, notamment les intransigeants, ne souhaitent pas travailler avec la ligue qu'ils voient comme une concurrence. De plus, Déroulède souhaite assimiler l'ensemble des comités boulangistes dans la ligue sous son égide, ce que les comités refusent.
En décembre 1887, les fidèles de Déroulède déclenchent une émeute à Paris. Le but est de barrer la route de l'Élysée à Jules Ferry alors que le congrès est réuni à Versailles pour élire le successeur de Grévy, démissionnaire. Le congrès, dans la crainte d'une guerre civile, écarte Ferry et Carnot est élu président. Déroulède est arrêté à cette occasion, de plus, les collusions avec l'extrême gauche lors de ces événements déplait aux comités de provinces qui demande la démission de Déroulède. Celui-ci ne peut qu'obtempérer le 6 décembre. Il peut alors rejoindre officiellement Boulanger, seul. La ligue continue de perdre des membres, notamment parce que les clubs de gymnastiques et de tirs, qui inscrivaient leurs adhérents à la ligue et formant jusque 85 % des effectifs, créer leurs propres structures fédératives, se lassent de la politique intérieur et que les éléments proches du radicalisme gagnent en influence.
Paul Déroulède cherche dès le mois de février 1888 à revenir dans la ligue grâce à l'aide d'un groupe de fidèle minoritaire dans le bureau et notamment Henri Gallian, vice-président. Arthur Dillon s'assure du financement de la ligue reprise en main. Le 13 avril, Gallian adresse au président Alphonse Féry d'Esclands un projet d'adresse à Boulanger pour le soutenir. Le 14, le Groupe d'action, nom donné au soutien interne à Déroulède, publie son soutien à Boulanger et appelle les ligueurs à le suivre. Le 16, le Président propose de réélire Déroulède comme Président d'honneur. Le soir, le comité se réunit sans le Président et avec 19 membres présents sur les 30, Gallian fait voter la réélection de Déroulède comme président d'honneur. Henri Deloncle défend sa position antiboulangiste dans la presse, le 21, il est suspendu. Le lendemain, une assemblée générale extraordinaire des délégués refuse l'élection de Déroulède par 22 contre 18. Une partie du comité directeur, profitant toujours de ne pas convier la majorité qui leur sont opposés, décide de remettre à Déroulède les locaux et l'actif social, puisque c'est lui qui a tout payé. Le Groupe d'action demande la création d'une nouvelle ligue avec Déroulède comme président. Le 24, le Groupe d'action et 300 ligueurs accueille Déroulède au siège de la ligue, celui-ci accuse Deloncle de soutenir Ferry. Le lendemain, il est élu président de la ligue et propose un nouveau programme révisionniste : un comité de 50 membres est désigné pour réorganiser la ligue. Déroulède a donc utilisé le vote de nuit, sans la majorité et par surprise pour prendre le contrôle.
Ces actions débouchent sur une scission en avril 1888 : les scissionnistes conduits par le journaliste Henri Deloncle fondent l'Union patriotique de France.
Déroulède fait parvenir un formulaire à tous les ligueurs pour qu'ils choisissent de rester ou quitter la Ligue, formulaire accompagné d'un texte qui explique clairement l'objectif de réformer l'intérieur de la République avant la Revanche et de présenter Boulanger comme le porte-drapeau du parti national.
Libre de ses mouvements, Déroulède transforme en profondeur la ligue et institue :
- de nouveaux objectifs : il souhaite une réforme de la République par la révision de la Constitution de 1875 et la fin de la République parlementaire.
- un nouvel état-major provenant du comité républicain national des boulangistes : Naquet, Edmond Turquet, Laisant (vice-président), Georges Laguerre (délégué général).
- de nouveaux adhérents : avec la scission, les effectifs tombent de 100 000 en 1887 à 20 000 en mai 1888. Les scissionnistes sont remplacés par des adversaires déterminés de la République parlementaire : bonapartistes, monarchistes tandis que les blanquistes sont attirés par l'aspect social et les perspectives d'actions directes.

### La refondation de la ligue et les poursuites judiciaires

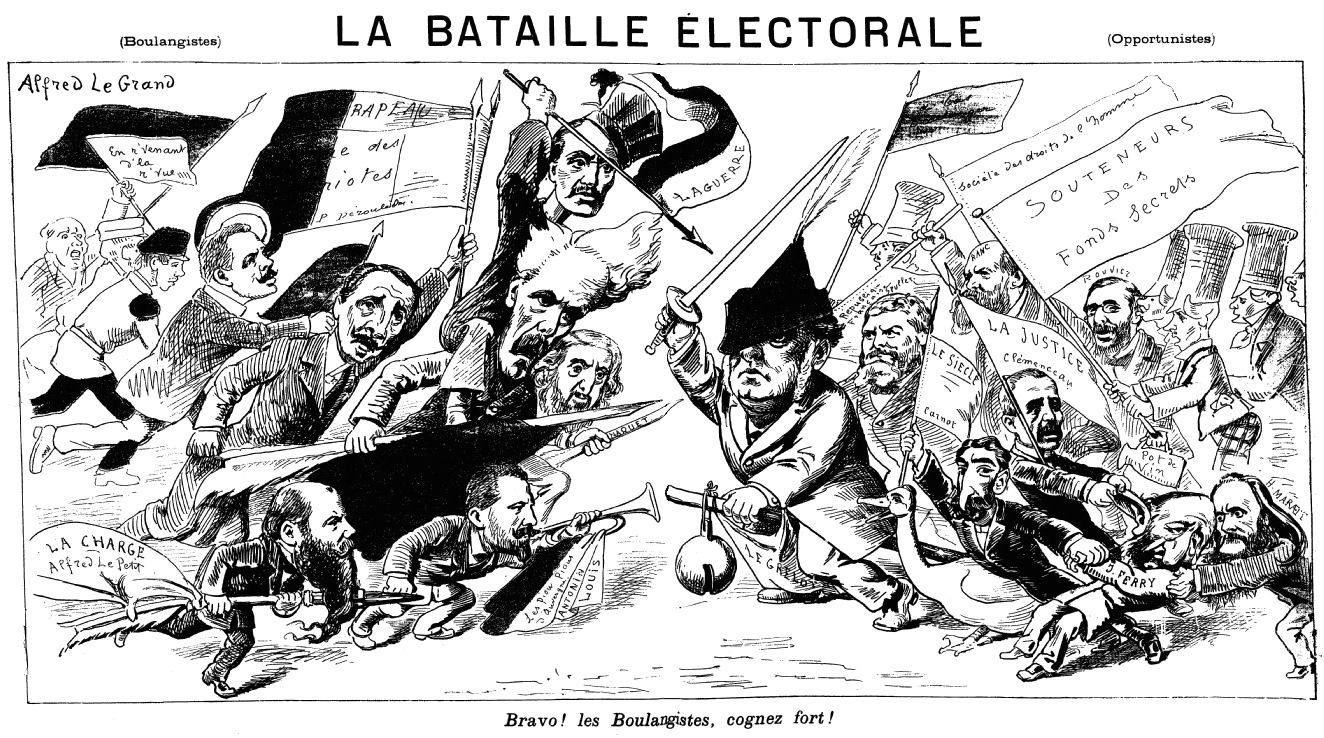
La Diane, n° 11, 19 août 1888. Boulangistes contre opportunistes.

La nouvelle ligue reformée est fortement affaiblie par la dissolution de 64 comités locaux. Entre avril 88 et mars 89, 250 délégués locaux sont nommés pour rétablir des comités locaux, sans grand succès. En novembre 1888, un tiers de la Ligue est partie et les nouveaux groupes formés sont peu nombreux et très instables. Au total, il ne reste alors plus que 15 000 à 20 00 ligueurs, dont 7 000 à 10 000 individuels. Son image extérieure est limite factieuse et avec peu d'alliés, à l'exception des boulangistes qui s'en méfie.
Pour refaire le nombre, les cadres ne sont pas trop regardant sur le républicanisme des nouveaux membres, beaucoup de conservateurs et de bonapartistes y rentre. Une trentaine de comités de province sont recréés sans toutefois être aussi puissant que les précédents et existent réellement entre janvier et avril 1889. Les délégués provinciaux changent souvent en raison du découragement rapide face au manque d'influence sur les instances de Paris. Dans la capitale, la situation est plus compliquée : il existe en juin 1888, 11 comités dont 5 uniquement théoriques. En décembre, il existe un comité par arrondissement (à l'exception des 12e et le 8e, tandis que celui du 16e est purement théorique). La ligue a cependant des problèmes d'argent et Déroulède est absent pendant l'été 88, paralysant l'organisation. Les estimations de la fin d'année 1888 sont de 50 000 ligueurs dont 3 000 actifs. En septembre, il y a de nouveaux départs dans le comité directeur pour des raisons inconnues. À l'automne, Déroulède reprend les choses en main en réformant à nouveau les statuts et en contrôlant les adhésions pour avoir éviter l'entrisme des non-républicains.
En novembre, Déroulède fait entrer dans le comité directeur ses ennemis Dillon et Henri Rochefort. Le 28 novembre, les membres de la ligue descendent dans une réunion possibiliste et les y affrontent physiquement. La dynamique semble reprendre dans les derniers mois de 1888.
En 1889, Déroulède veut absorber les comités révisionnistes. L'ordre officiel est donné en février 89, il fait inscrire en masse des ligueurs dans les comités pour les noyauter et les faire adhérer à la ligue. C'est un échec presque partout parce que les comités boulangistes sont individualistes et indiquent que l'objectif de suppression de la Présidence de la République est incompatible avec le projet de renforcement du poste par la ligue. Cependant, il y a coopération entre les deux organisations. Les tensions augmentent avec les investitures pour les législatives de fin 1889. Le ligue proposant surtout des candidats peu républicains voire bonapartistes que les comités boulangistes dénoncent. La Ligue est vraiment vue comme trop différente et trop impérialiste.
La ligue fournit des troupes, une organisation, un état-major et un service d'ordre au général Boulanger. Déroulède est désormais à la tête d'une véritable armée de combat et la ligue constitue le véritable instrument de la victoire électorale du général Boulanger à Paris le 27 janvier 1889. Malgré cette victoire, le putsch militaire souhaité par Déroulède ce jour-là n'a pas lieu, refusé par le général.
L'information des volontés de Déroulède circule et, dès février 1889, des poursuites sont engagées contre la ligue. Les chefs d'accusations sont variables, car il est malaisé d'imputer un délit véritable à cette organisation : le nouveau ministre de l'Intérieur, Constans, accuse les chefs de la ligue de « complot contre la République » en tirant prétexte de leur violent manifeste du 28 février condamnant l'écrasement par la France de la colonie russe du cosaque Achinoff en Afrique de l'Est. Constans utilise cet argument pour faire perquisitionner le siège de la Ligue et interdire tout rassemblement ou réunion de la Ligue, la dissolvant de facto. Il peut ainsi récupérer une circulaire du 12 février demandant aux comités locaux de préparer des marches militantes et mobiliser jusque 10 000 hommes, information déjà obtenue par le renseignement de la police. Cet ordre n'a en réalité pas été suivis par les sections et seul 1 000 hommes étaient mobilisables sans volonté de coups d'état. La gouvernement poursuit personnellement aussi Déroulède, Naquet, Laguerre, Laisant et Tuquet dont l'immunité parlementaire est rapidement levée. Le procureur général rejette les preuves du gouvernement sur l'acte contre la sureté de l'État et le gouvernement axe son attaque sur la loi du 28 juillet 1848 sur les associations en indiquant que la Ligue est occulte et séditieuse. Les comités provinciaux sont dissous courant du mois de mars. 
Avant sa dissolution en mars 1889, la Ligue des patriotes avait connu un processus de radicalisation qui, tout en provoquant la perte de la quasi-totalité de ses effectifs provinciaux, avait cependant suscité la cristallisation d'un noyau dur de militants parisiens capables de tenir la rue : la ligue était devenue une véritable organisation de combat. Néanmoins, en mars 1889, le tribunal correctionnel de la Seine ordonne la dissolution de la ligue au motif qu'elle n'a jamais eu d'autorisation en bonne et due forme. Ce coup dur pour la ligue marque la disparition des derniers vestiges des sections de provinces déjà disloquées en 1888. À Paris, autour du journal Le Drapeau, un mouvement actif se maintient et se signale par des manifestations antiallemandes. De plus, les élections de novembre 1889 permettent l'élection de 42 députés boulangistes, dont Déroulède, élu d'Angoulême, qui se sert de cette tribune pour sa propagande.
Les années du boulangisme sont donc, pour la Ligue des patriotes, celles d'une profonde mutation : le mouvement perd, entre 1886 et 1889, la grande majorité de ses effectifs, il abandonne la province, à l'exception de Marseille. La ligue apparaît donc affaiblie mais vivante ; sa principale difficulté étant de mobiliser la population dans un climat de redressement économique avec une reprise de la production industrielle et des salaires qui augmentent. Son audience est donc réduite et l'attention de l'opinion occupée par la préparation de l'exposition universelle de 1889.

## Renouveau de la ligue entre vitalité et affaiblissement

### Renaissance de la ligue et reconquête de Paris

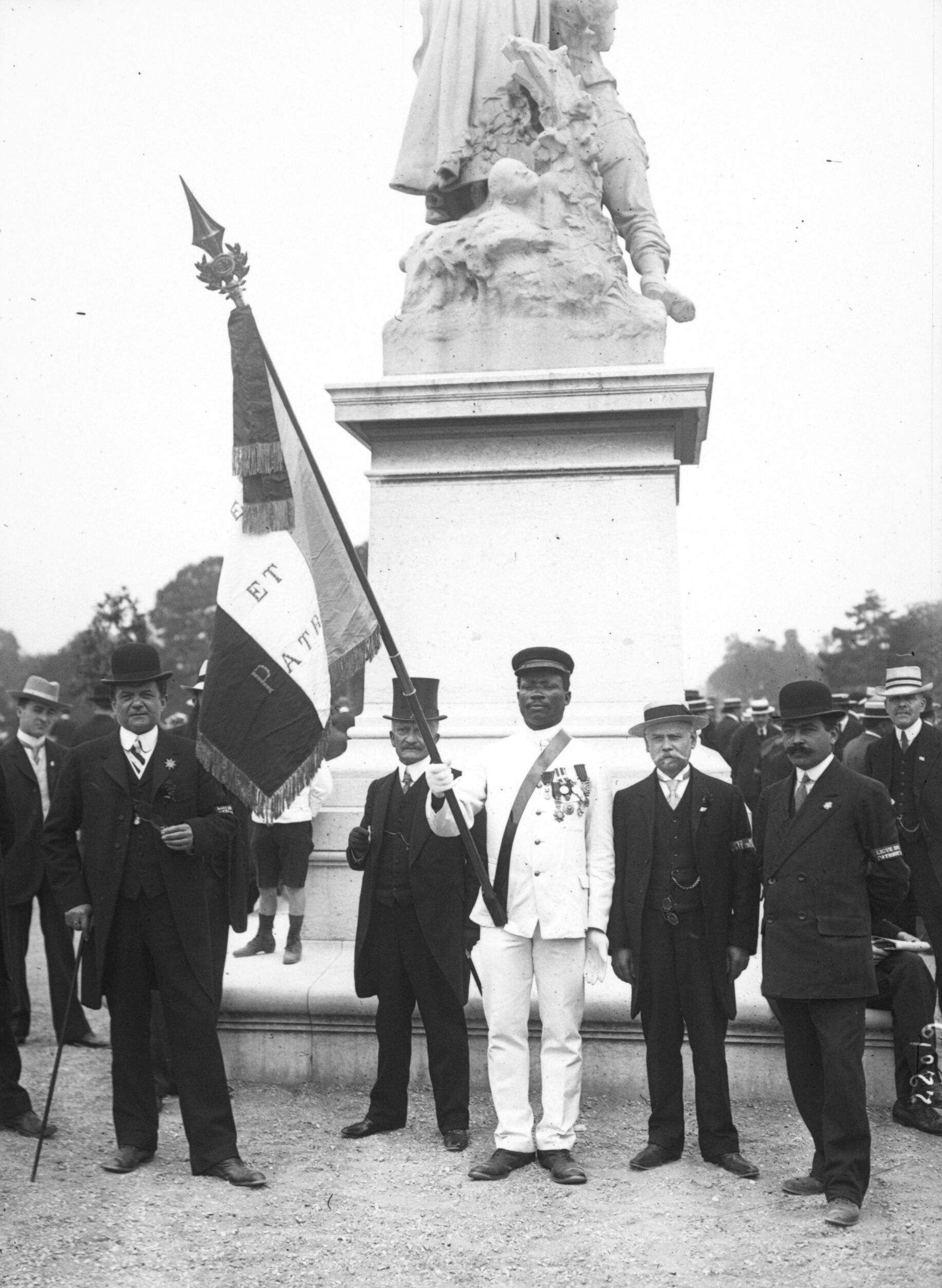
Manifestation de la Ligue des patriotes le 14 juillet 1912.

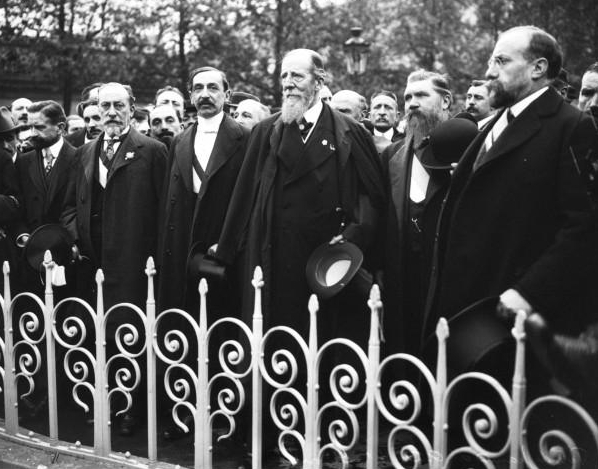
Rassemblement de la Ligue des patriotes pour la fête de Jeanne d'Arc 1913 à Paris, place Saint-Augustin, en 1913. Côte à côte, au centre, Maurice Barrès et Paul Déroulède.

En 1894, les militants de l'ancienne ligue se voient interdire de constituer une « Ligue patriotique des intérêts français », et ce, malgré l'avis du préfet de police qui, en juillet, était prêt à délivrer l'autorisation administrative à condition que les mots « retour à la France des provinces annexées » disparaissent. En mai 1895, les services de la préfecture de police signalent la reconstitution progressive à Paris, dans la banlieue, mais aussi en province, de l'ancienne Ligue des patriotes. Ces manifestations patriotiques n'ont pas l'effet escompté. La Ligue des patriotes, précisément parce qu'elle n'a pas d'autres activités, parce qu'elle semble revenir au conformisme républicain d'antan, ne parvient pas à galvaniser ses troupes. Fin novembre 1896, on décide de reconstituer la vieille Ligue des patriotes. Le titre de président, réservé à Déroulède, reste vacant.
La ligue a donc réussi à surmonter les difficultés nées de son interdiction et à se reconstituer avant que n'éclate l'affaire Dreyfus. La ligue renaît avec l'affaire Dreyfus, car elle redynamise ses anciens partisans.
En 1898, le comité directeur de la ligue se reforme et décide de laisser la place de président vacante dans l'espoir que Déroulède (qui ne joue alors aucun rôle dans ce renouveau) revienne. C'est chose faite l'année suivante. Le fait qu'en 1898, au moment où elle se reconstitue, la ligue déclare « imprescriptible la revendication de l'Alsace et de la Lorraine » ne change en rien la nature de son effort essentiel, qui reste « l'abolition du régime parlementaire et la réorganisation de la république basée sur la séparation des pouvoirs et sur la restitution au peuple de toute la souveraineté nationale ».
La ligue, structurée, avec des cadres expérimentés, devient le fer de lance de l'agitation des rues antidreyfusardes. Paris est reconquise en 1898-1899 tandis que les provinces sont négligées. La ligue compte à présent entre 30 000 et 60 000 membres dans la capitale. Son objectif est de réaliser un coup d'État qui porterait au pouvoir une armée que l'affaire Dreyfus traumatise et qui se plaint de la timidité des autorités de la République à imposer le silence à ses détracteurs.
Après les municipales de 1900, et pour bien souligner qu'elle ne craint plus du tout la concurrence dans Paris, La Ligue des patriotes organise, le 23 mai et le 3 octobre 1901, des manifestations de masse qui sont de véritables démonstrations de force. Les succès des nationalistes aux municipales de 1900 et aux législatifs de 1902, ne peuvent être attribués à la seule Ligue des patriotes : la part de la Ligue de la patrie française n'a pas été négligeable.

### Obsèques du président Félix Faure et incarcération de Déroulède
Dans la semaine qui suit la mort de Félix Faure, le 16 février, l'agitation nationaliste culmine. Déroulède est persuadé que l'occasion tant attendue depuis les premiers jours du boulangisme se présente enfin. Pendant huit journées consécutives, Paris revit l'atmosphère des « fièvres » boulangistes. Il y a des manifestations et des heurts avec les forces de police. Après l'élection d'Émile Loubet en tant que président de la République, le 18 février, on s'attend à des émeutes et à un coup de force sur l'Élysée. À partir du 20, l'idée d'une telle tentative est reprise par Déroulède, Habert et d'autres figures nationalistes.
Le 23 février 1899, on célèbre les obsèques du président Félix Faure, rempart de l'antidreyfusisme. Paul Déroulède tente pendant ces obsèques d'entraîner vers l'Élysée le général Roget qui rentrait à la caserne de Reuilly. Cette tentative de coup d'État échoue et Déroulède est arrêté sur les ordres du général Florentin (gouverneur militaire). En mai 1899, il est traduit devant la cour d'assise de la Seine en compagnie de Habert (son second). Leur procès constitue une immense propagande pour la ligue qui voit ses adhésions se multiplier. Le tribunal acquitte Déroulède.
Une jeunesse plébiscitaire est créée par Jean Robert et compte de 200 à 300 membres, la ligue semble reprendre de la vitalité.
Déroulède est néanmoins rattrapé par la justice : en août 1899, il est incarcéré. Déféré en Haute Cour, il est condamné à 10 ans de bannissement. De Saint Sébastien, en Espagne, il continue à gouverner la ligue qui remporte encore quelques victoires : en 1900, 18 membres de la ligue sont élus conseillers municipaux ; en 1902, les législatives à Paris se soldent par un succès nationaliste.

### Ligue en somnolence
Après cette période de vitalité, la ligue est à nouveau affaiblie par :
- le succès du Bloc des gauches ;
- l'éloignement de Déroulède ;
- la consolidation de la République parlementaire ;
- la Ligue des patriotes, absorbée par les divers courants de la droite traditionnelle.

En décembre 1899, une certaine forme de collaboration s'était établie entre la Ligue des patriotes et la Ligue de la patrie française. Après la condamnation, le 5 janvier 1900, de Paul Déroulède à 10 ans d'exil, les rapports entre les deux organisations se détériorent très vite. Incontestablement, la Ligue de la patrie française vient remplir un vide certain créé par les deux échecs consécutifs de Déroulède, son procès et son exil. Bénéficiant de l'amnistie de 1905, il rentre en France et relance vainement la ligue ; ne rencontrant plus le même succès que par le passé, la Ligue des patriotes est alors progressivement absorbée par les divers courants de la droite traditionnelle.
L'amnistie de Déroulède ne résout pas les difficultés de la ligue ; celui-ci meurt en 1914 et Maurice Barrès, député et membre de l’Académie française, le remplace à la tête d'une organisation en somnolence. Au lendemain de la Première Guerre mondiale, plusieurs parlementaires siègent cependant à son comité directeur, tels que Henri Galli, Désiré Ferry, vice-présidents, André Ballande Jules Bertrand, Camille Blaisot, Georges Bonnefous, Désiré Bouteille, Paul Chassaigne-Goyon, Henri Collin, Louis Duval-Arnould, Paul Escudier, Ernest Flandin, Maurice Flayelle, Charles François, Jules Jaeger, Prosper Josse, Jean de Leusse, Gaston Le Provost de Launay, Louis de Maud'huy, Jean Molinié, Louis Rollin, Pierre Taittinger, Clément-Gabriel Villeneau, Édouard de Warren, Émile Wetterlé, Jean Ybarnégaray, etc., aux côtés notamment de conseillers municipaux parisiens, d'hommes de lettres comme Jérôme Tharaud ou Frantz Funck-Brentano, du général Paul Pau, de Gabriel Bonvalot, etc..
À la mort de Barrès, accède à la présidence de la ligue le général Édouard de Castelnau, en novembre 1924, avec comme président d'honneur Alexandre Millerand.
Sous la direction de Pierre Taittinger, vice-président, son groupe de jeunes s'en éloigne progressivement et devient une ligue sous le nom de Jeunesses patriotes, à partir de 1924.
Du fait de ses fonctions à la tête de la Fédération nationale catholique, Castelnau conserve le titre de président mais confie la direction de la ligue au général Gaston d'Armau de Pouydraguin, membre du comité directeur, désigné directeur général de la ligue à la fin de l'année 1926. Castelnau abandonne son titre de président au profit du général de Pouydraguin en décembre 1932. Ce général est alors secondé par quatre vice-présidents : Désiré Ferry, premier vice-président, député, Georges Scapini, également député, Georges Poignant, rédacteur en chef du périodique de la ligue, Le Drapeau, et le colonel de Witt-Guizot, et par un délégué général, l'inamovible Marcel Habert, ancien second de Déroulède, ancien député. D'autres parlementaires siègent encore au comité directeur, comme Bertrand d'Aramon ou Louis Duval-Arnould.
Le périodique mensuel de la ligue, Le Drapeau, paraît de plus en plus irrégulièrement dans l'entre-deux-guerres, avant de s’arrêter en 1936.
La ligue est reconstituée brièvement en juin 1939 puis disparaît. Elle est alors présidée par le général Duchêne, qui est secondé par trois vice-présidents : l'ancien député Désiré Ferry, le député Bertrand de Sauvan d'Aramon et l'avocat Robert Moureaux, ainsi qu'un nouveau délégué général, l'activiste Georges Loustaunau-Lacau.

## Présidents
| Portrait                                                    | Identité                                    | Période | Période | Durée         |
| Portrait                                                    | Identité                                    | Début   | Fin     | Durée         |
| ----------------------------------------------------------- | ------------------------------------------- | ------- | ------- | ------------- |
| Henry Martin, photographié par Eugène Pirou.                | Henri Martin (1810 - 1883)                  | 1882    | 1883    | 1 an          |
| Portrait photographique de La Forge par Théodore Truchelut. | Anatole de La Forge (1820 - 1892)           | 1883    | 1885    | 2 ans         |
| Paul Déroulède                                              | Paul Déroulède (1846 - 1914)                | 1885    | 1887    | 2 ans         |
| Joseph Sansboeuf                                            | Joseph Sansboeuf (1848 - 1938)              | 1887    | 1887    | moins d’un an |
| Alphonse Féry d'Esclands                                    | Alphonse Féry d'Esclands (1835 - 1909)      | 1887    | 1888    | 1 an          |
| Paul Déroulède                                              | Paul Déroulède (1846 - 1914)                | 1888    | 1889    | 1 an          |
| Paul Déroulède                                              | Paul Déroulède (1846 - 1914)                | 1899    | 1914    | 15 ans        |
| Maurice Barrès, 10 août 1918.                               | Maurice Barrès (1862 - 1923)                | 1914    | 1923    | 9 ans         |
| Édouard de Castelnau                                        | Édouard de Castelnau (1851 - 1944)          | 1924    | 1932    | 8 ans         |
| Gaston d'Armau de Pouydraguin                               | Gaston d'Armau de Pouydraguin (1862 - 1949) | 1932    | 1939    | 7 ans         |